# Fort Sint George (Ghana)

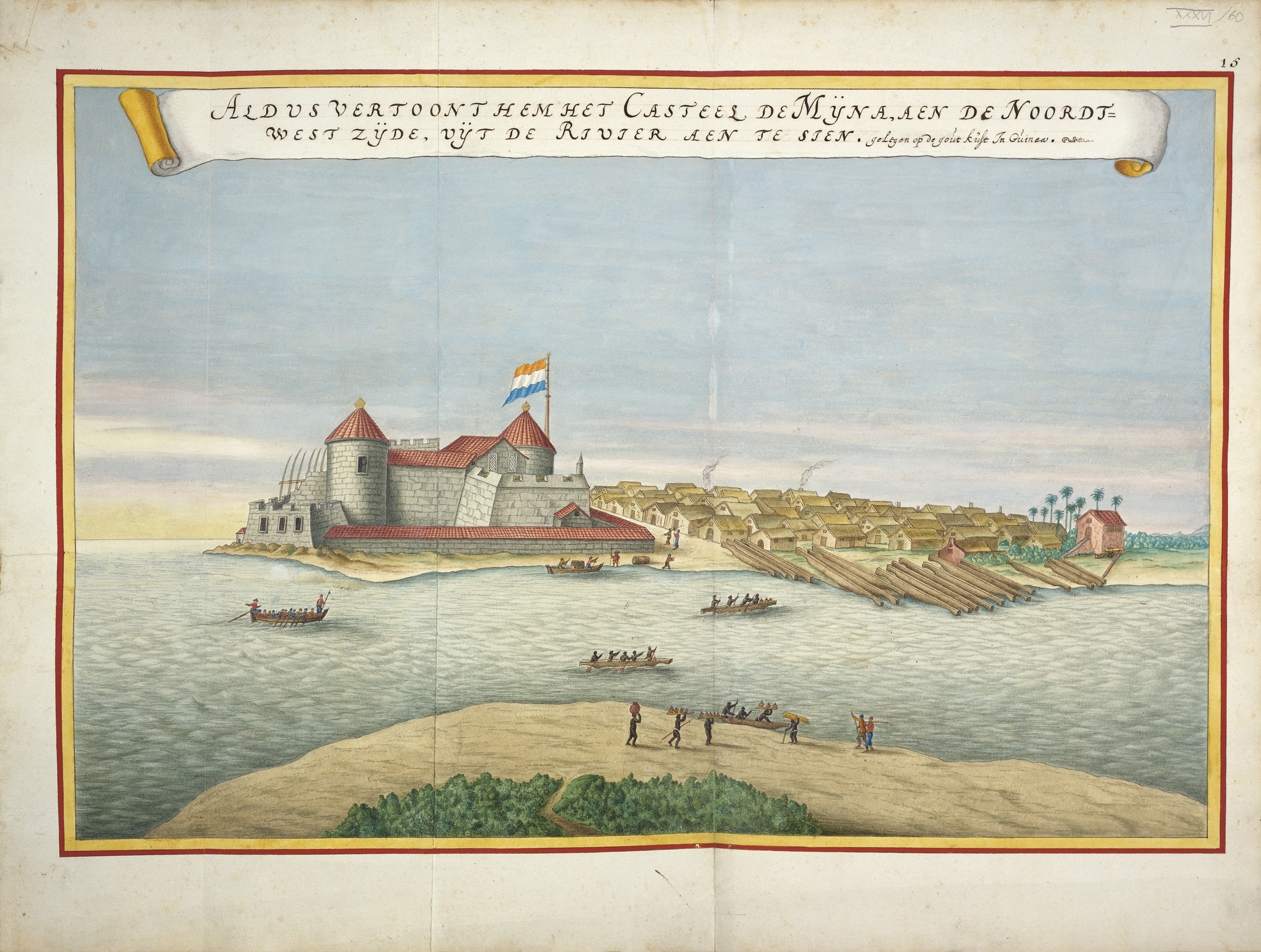
Afbeelding uit circa 1666 van het fort

Sint George (ook São Jorge da Mina of fort Elmina) is een fort in Elmina, Ghana. Het is onder meer door Europese koloniale machten gebruikt voor slavenhandel. In 1979 kreeg het de status van werelderfgoed en in 1996 werd het een museum.

## Geschiedenis

### Portugese periode (1482-1637)
Fort Sint George is door de Portugezen aan de Goudkust gesticht in 1482 nadat ze er elf jaar eerder arriveerden en rijkdom in goud in natuurlijke bronnen vermoedden. Het verrees in de beginperiode van de Europese ontdekkingsreizen waarbij nieuwe handelsactiviteiten en kolonies ontstonden. Het is het eerste grote bouwwerk dat Europeanen in tropisch Afrika bouwden. Aan de West-Afrikaanse kust bouwden vervolgens verschillende Europese mogendheden meerdere forten. 
Het handelsfort in de kustplaats Elmina werd op een verhoging in het landschap bij een rivier gebouwd en zou verworden tot het meest strategische punt voor de Portugezen aan deze kust. Het werd gebouwd in steen met gebruikmaking van inlandse en uit hun thuisland overgebrachte materialen. Op een rechthoekige plattegrond werd onder meer een ommuring aangebracht met hoektorens, grachtenwerk en een verdedigbaar ruim voorplein. Gedurende de 16e eeuw volgden een uitbreiding van de verdedigingswerken en verplaatsing van het kerkgebouw naar het voorplein.
In 1596 en 1625 vielen de Nederlanders het fort aan maar het bleef in Portugese handen. In 1596 zond Balthasar de Moucheron, die enkele factorijen aan de kust van Senegal had, twee schepen met een strijdmacht onder Karel Hulscher naar Fort Elmina. Aan land werden de troepen door hun Afrikaanse gidsen in een hinderlaag gelokt, waarbij de meesten sneuvelden. Op 25 oktober 1625 viel een vloot onder bevel van Jan Dircksz. Lam en Andries Veron het fort aan. Zo'n 1200 soldaten werden aan land gezet, maar een inheemse strijdmacht geallieerd met de Portugezen wist een slachting aan te richten onder de indringers. Meer dan vierhonderd van hen kwamen om het leven en de rest trok zich terug. De dag erna haalde Lam de ongeveer 600 overlevenden terug naar de schepen en werd, na nog een vergeefse poging tot kaapvaart voor de kust van Brazilië, koers gezet naar Nederland.

### Nederlandse periode (1637-1872)
Wel succesvol was in 1637 de aanval door de vloot van Johan Maurits van Nassau. Via de nabijgelegen heuvel Sint Jago slaagden de Nederlanders met de West-Indische Compagnie (WIC) erin het fort te veroveren. In de directe jaren erna is het fort vervolgens verbouwd. Tevens is op Sint Jago tussen 1638 en 1665 fort Coenraadsburg of Sint Jago gebouwd door de Nederlanders. Fort Sint George zou onder andere gaan fungeren als de zetel voor de directeur-generaal van de WIC aan de Goudkust. In bredere zin was de handel in Elmina in eerste instantie voornamelijk gericht op goud en ook ivoor.
Gaandeweg vond een verschuiving plaats naar slaven. Fort Sint George was een spil in de slavenhandel en het kerkgebouw in het fort werd na de machtsovername herbestemd tot slavenmarkt. De evolutie van de mensenhandel groeide van jaarlijks enkele duizenden in de vroege zestiende eeuw tot circa jaarlijks 30.000 in de achttiende eeuw. Slaven die opstandig waren vonden de dood in de kerker van de terdoodveroordeelden. Zij werden volgens een lokale gids opgesloten zonder licht, water of eten. Een nieuwe kerk werd elders binnen het fort gebouwd. In de 18e en vroege 19e eeuw is het fort verder aangepast, uiteindelijk zou het de omvang krijgen van ruim een hectare.
De 19e eeuw tekent zich ook door een afschaffing van de slavernij waardoor de Goudkust niet meer commercieel interessant was. Tussen 1831 en 1872 werden door Nederland zo'n 3000 West-Afrikanen geworven om als militair in Nederlands-Indië te dienen. Sint George werd in de uitzending gebruikt voor deze militairen die ook wel de naam Belanda Hitam of Zwarte Hollanders zouden gaan krijgen. Een klein deel vestigde zich bij terugkomst naast het fort. Uit de Nederlandse tijd dateert tevens een begraafplaats in de directe omgeving.

### Britse periode (1872-1957) en onafhankelijkheid
Rond 1872 is het fort met overig Nederlands bezit aan de Goudkust overgedragen aan de Britten met het verdrag van Sumatra in ruil voor de Britse kolonie/invloed op Sumatra. De Britten voerden in het huidige Ghana oorlogen met de Ashanti en koloniseerden na de ruil het gehele land. Uiteindelijk verkreeg Ghana in 1957 onafhankelijkheid. Het fort werd lange tijd door de Ghanese politie gebruikt. Ook was er een school in gevestigd.

## Museum
Fort Sint George is goed bewaard omdat het als openbaar gebouw in gebruik is gebleven. Sinds 1996 is het een museum over de slavernij. Het fort staat samen met diverse andere soortgelijke verdedigingswerken in Ghana op de Werelderfgoedlijst. In 2002 startte een door de Nederlandse overheid financieel ondersteund traject om het kasteel op te knappen.

## Afbeeldingen

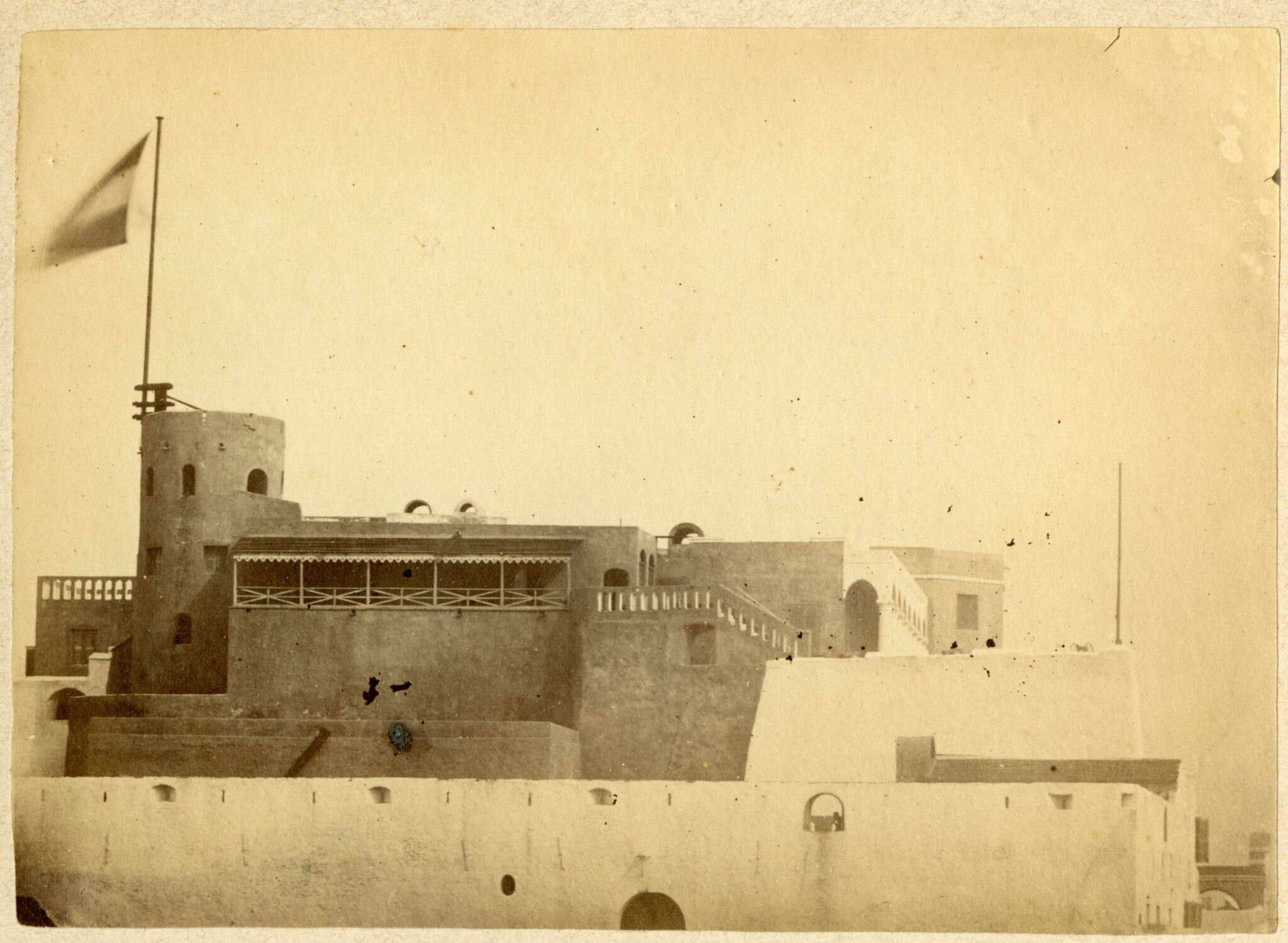
Het fort tijdens de Nederlandse overheersing.
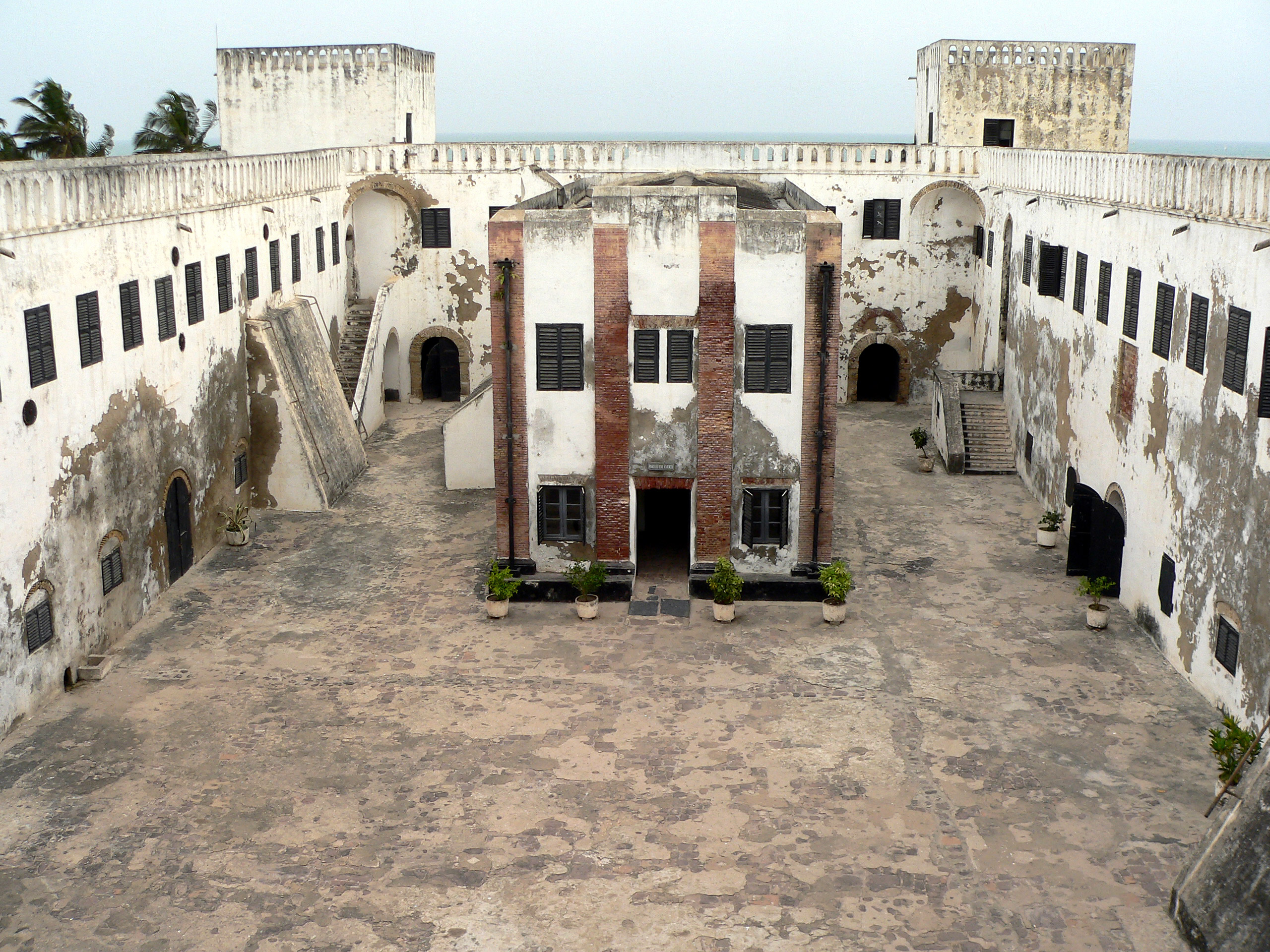
Deel van de binnenplaats.
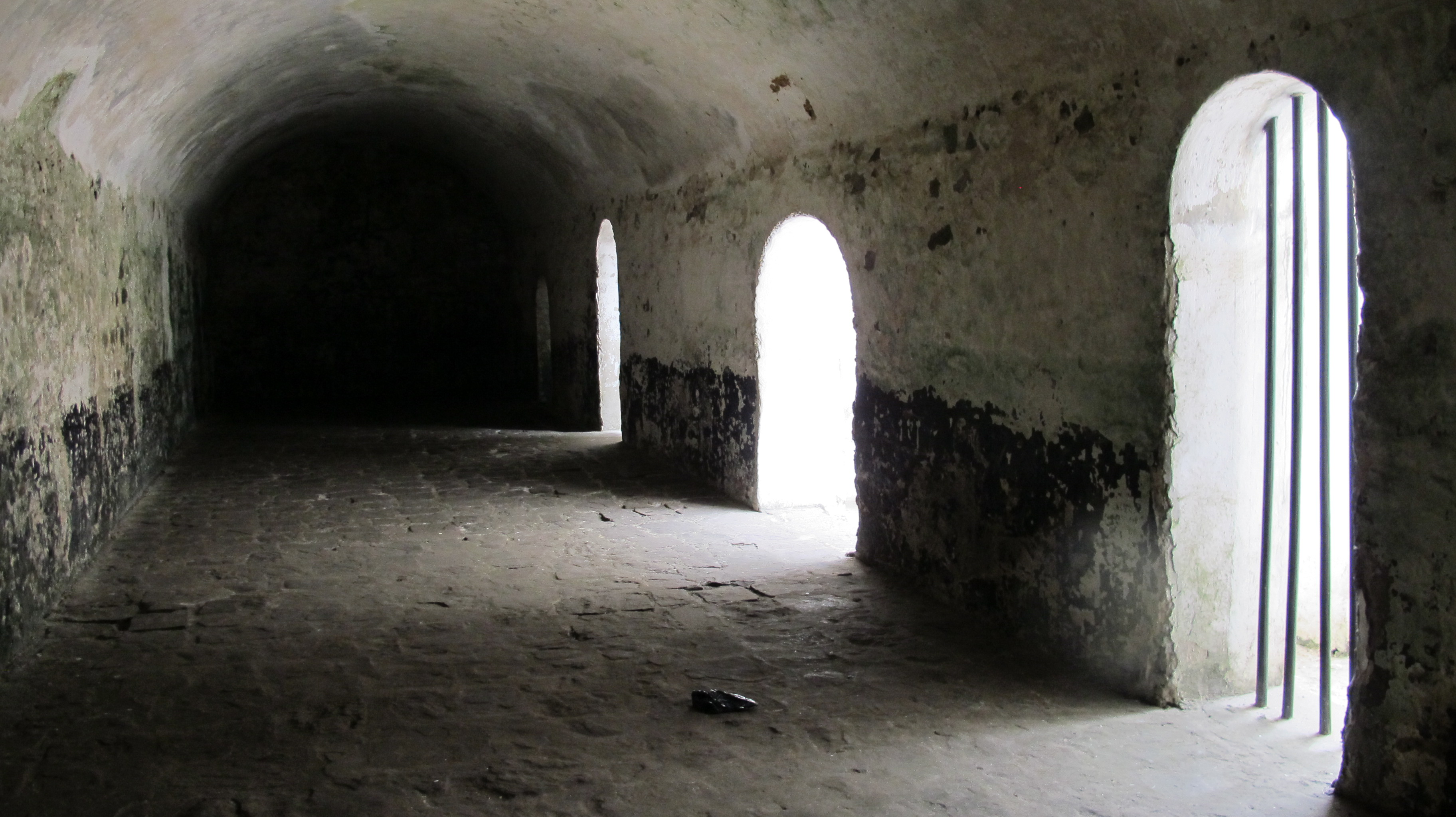
Slavenkerker in het fort.
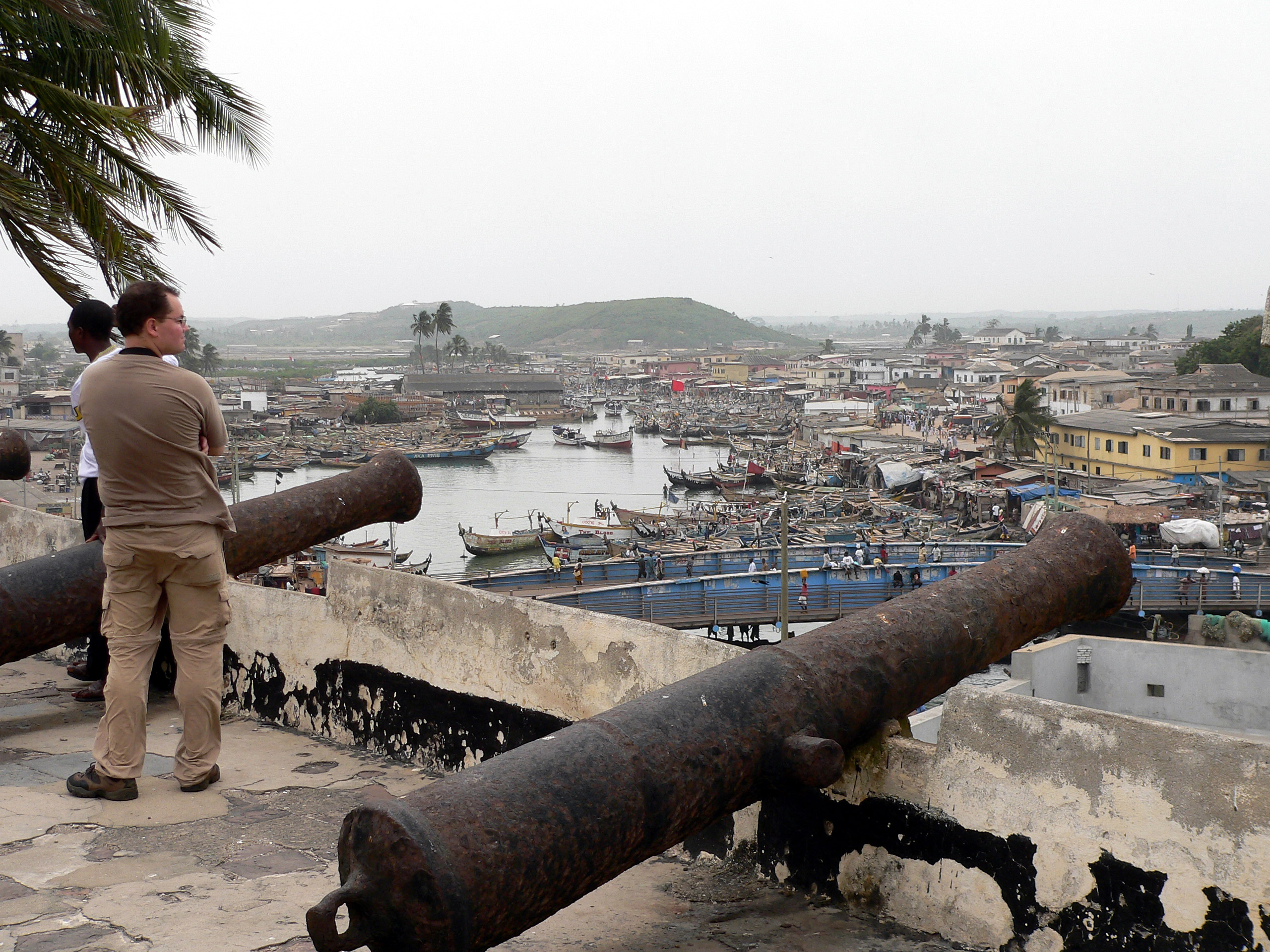
Gezicht vanaf de ommuring met in de achtergrond de stad Elmina zichtbaar.
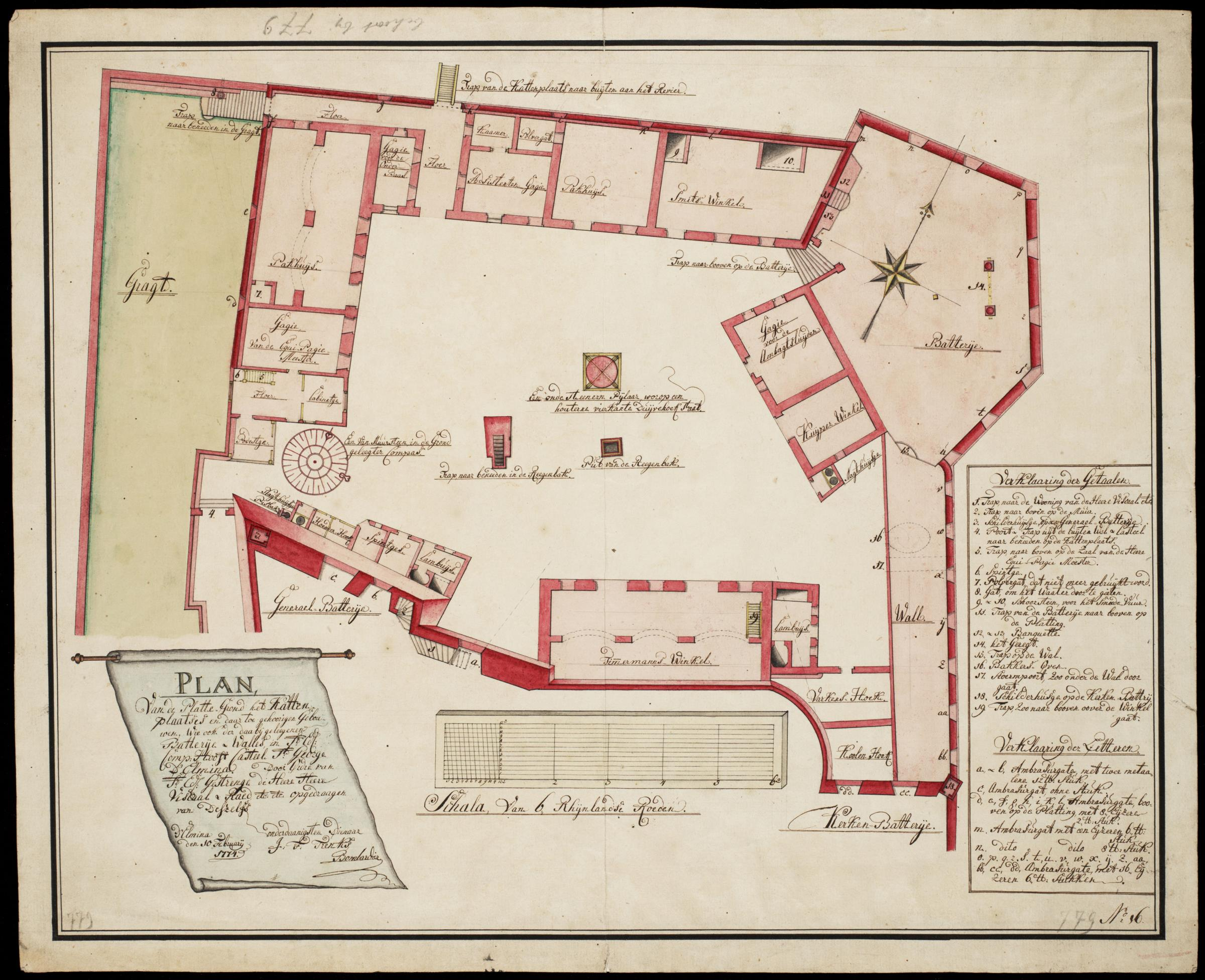
De binnenplaats in Fort Sint George te Elmina
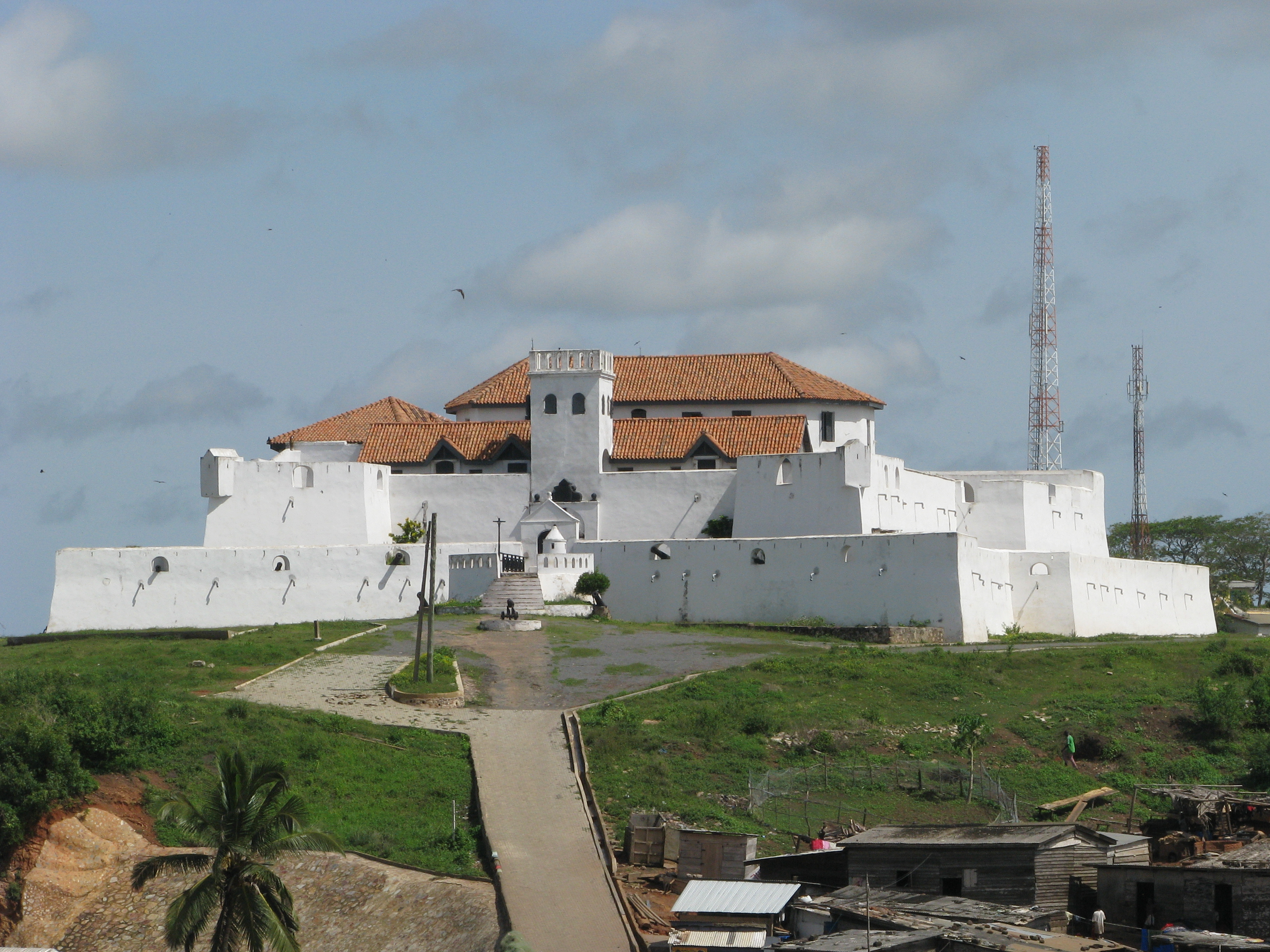
Fort Coenraadsburg of Sint Jago